# Associazione Sportiva Astrea 1992-1993
Questa voce raccoglie le informazioni riguardanti  l'Associazione Sportiva Astrea nelle competizioni ufficiali della stagione 1992-1993.

## Rosa
| N. |                   | Ruolo | Calciatore            |
| -- | ----------------- | ----- | --------------------- |
|    | Italia (bandiera) | C     | Stefano Aquilini      |
|    | Italia (bandiera) | P     | Valentino Battistella |
|    | Italia (bandiera) | C     | Davide Cacciatori     |
|    | Italia (bandiera) | D     | Herni Carnesecchi     |
|    | Italia (bandiera) | A     | Massimo Castagnari    |
|    | Italia (bandiera) | C     | Giuseppe Centrone     |
|    | Italia (bandiera) | D     | Luca Cruciani         |
|    | Italia (bandiera) | P     | Antonino Davì         |
|    | Italia (bandiera) | A     | Gianpaolo Di Brino    |
|    | Italia (bandiera) | C     | Silvio Fabrazzo       |
|    | Italia (bandiera) | D     | Marco Ferretti        |
|    | Italia (bandiera) | D     | Massimo Figurelli     |
|    | Italia (bandiera) | C     | Fabio Gallo           |

| N. |                   | Ruolo | Calciatore            |
| -- | ----------------- | ----- | --------------------- |
|    | Italia (bandiera) | C     | Rodolfo Gentilini     |
|    | Italia (bandiera) | D     | Francesco Giordani    |
|    | Italia (bandiera) | A     | Matteo Greco          |
|    | Italia (bandiera) | D     | Mauro Ionni           |
|    | Italia (bandiera) | C     | Omiliano Mastrodonato |
|    | Italia (bandiera) | C     | Stefano Mattiuzzo     |
|    | Italia (bandiera) | A     | Roberto Petricone     |
|    | Italia (bandiera) | C     | Tullio Polidori       |
|    | Italia (bandiera) | C     | Fabrizio Pugliese     |
|    | Italia (bandiera) | P     | Pietro Santinelli     |
|    | Italia (bandiera) | D     | Marco Savini          |
|    | Italia (bandiera) | D     | Paolo Tagliolini      |
|    | Italia (bandiera) | C     | Roberto Tota          |